# Акіміцу Такаджі
Акіміцу Такаджі (яп. 高木彬光, 25 вересня 1920 — 9 вересня 1995) — псевдонім популярного японського письменника Такагі Сейічі — автора наукової фантастики, перекладача наукової фантастики, що працював у період Сьова в Японії.

## Біографія
Такагі Сейічі народився 1920 року в м. Аоморі префектури Аоморі на півночі Японії. Закінчив середню школу Daiichi та Кіотський університет, де вивчав металургію. Пізніше почав працювати в акціонерному товаристві «Літаки Накадзіма», але втратив свою роботу після заборони військової промисловості в Японії після Другої світової війни.
За рекомендацією ворожки, він вирішив стати письменником. Він надіслав другу чернетку свого першого детективного оповідання «Вбивство через справу татуювання». Молодого письменника підтримав відомий японський майстер слова Едоґава Рампо, який рекомендував твір видавцеві. 1948 року оповідання побачило світ.
1950 року Акіміцу Такаджі був нагороджений Премією найкращих японських письменників-фантастів за свій другий роман «Таємнича маска справи про вбивство».
Такаджі самостійно вивчав юриспруденцію, тому герої його більшості книг за посадою переважно прокурори або детективи поліції. Хоча головний герой його перших оповідань, Каусюке Камізу, був доцентом Токійського університету.
У 1960-ті роки Такаджі пробував писати в різних варіаціях детективного жанру, зокрема історичного детективу, крутійського роману, юридичного детективу, історії економічних злочинів наукової фантастики та альтернативної історії.
Починаючи з 1979 року, в письменника декілька разів ставався інсульт. Помер Акіміцу Такаджі 1995 року.

## Основні роботи

### Детектив із серії Каусюке Камізу
- романи
  - The Tattoo Murder Case (1948) (刺青殺人事件)
  - House of Spell (1949) (呪縛の家)
  - Madan no Shashu (1950) (魔弾の射手)
  - Hakuyoki (1952) (白妖鬼)
  - Akuma no Chosho (1955) (悪魔の嘲笑)
  - Why Has the Doll Been Killed (1955) (人形はなぜ殺される)
  - Shi o Hiraku Tobira (1957) (死を開く扉)
  - Mystery of Genghis Khan (1958) (成吉思汗の秘密)
  - Hakuma no Uta (1958) (白魔の歌)
  - Kasha to Shisha (1959) (火車と死者)
  - Shinigami no Za (1960) (死神の座)
  - Mystery of Yamataikoku (1973) (邪馬台国の秘密)
  - Kitsune no Misshitsu (1977) (狐の密室)
  - Mystery of the early Japanese Emperors (1986) (古代天皇の秘密)
  - Seven Lucky Gods Murder Case (1987) (七福神殺人事件)
  - Kamizu Kyosuke e no Chosen (1991) (神津恭介への挑戦)
  - Kamizu Kyosuke no Fukkatsu (1993) (神津恭介の復活)
  - Kamizu Kyosuke no Yogen (1994) (神津恭介の予言)
- Колекція коротких оповідань
  - Crime in my Ichi-Ko days (1976) (わが一高時代の犯罪)
  - Shibijin Gekijo (1977) (死美人劇場)
  - Kage Naki Onna (1977) (影なき女)
  - Jakyo no Kami (1978) (邪教の神)
  - Enchantress's Lodge (1982) (妖婦の宿)
  - Shirayuki Hime (1986) (白雪姫)
  - Kubi o Kau Onna (1988) (首を買う女)

### Серія про прокурора Сабуро Кірішіма
- Романи
  - Prosecutor Saburo Kirishima (1964) (検事 霧島三郎)
  - The Informer (1965) (密告者)
  - Honeymoon to Nowhere (1965) (ゼロの蜜月)
  - Tokai no Okami (1966) (都会の狼)
  - Hono no Onna (1967) (炎の女)
  - Hai no Onna (1970) (灰の女)
  - Maboroshi no Akuma (1974) (幻の悪魔)
- Колекція коротких оповідань
  - Nimakuhan no Satsujin (1976) (二幕半の殺人)
  - Hana no Kake (1977) (花の賭)

### Інші романи
- Noh Mask Murder Case (1949) (能面殺人事件)
- People Gathering like Ants (1959) (人蟻)
- Blind Spot in Broad Daylight (1960) (白昼の死角)
- Destructive Justice (1961) (破戒裁判)
- Combined Fleet Has Won at Last (1971) (連合艦隊ついに勝つ)
- Goodbye Mask (1988) (仮面よ、さらば)